# Дячишин Ігор
Дячи́шин Ігор (псевдо: «Іскра»; 1916, Сколівщина, Львівська область — 8 жовтня 1946, с. Манява, Богородчанський район, Івано-Франківська область) — український військовик, сотник УПА, командир куреня «Сивуля».

## Життєпис

Посмертне фото «Іскри»-Дячишина

Народився на Сколівщині. Служив у легіоні Нахтігаль разом з Олексою Химинцем, який і запросив на Станіславщину для організації сотень УПА.
В 1943 р. — командир сотні вишкільного куреня УНС «Гайдамаки». Далі сформував і очолив сотню «Верховинці» ТВ «Чорний ліс». Восени 1944 р. сформував і очолив курінь «Сивуля». 
Загинув 8 жовтня 1946 року в сутичці зі спецгрупою МДБ на присілку Бойки поблизу с. Манява Богородчанського району Івано-Франківської області.

## Нагороди
- Згідно з Виказом відзначених крайового військового штабу УПА-Захід від 1.09.1946 р. хорунжий УПА, командир куреня УПА «Сивуля» Ігор Дячишин – «Іскра» нагороджений Бронзовим хрестом бойової заслуги УПА.
- Згідно з повідомленням у виданні «Шлях перемоги» тактичного відтинку УПА 22 «Чорний ліс» ч. 1 від червня 1947 р. сотник УПА, командир куреня УПА «Сивуля» Ігор Дячишин – «Іскра» нагороджений Срібним хрестом бойової заслуги УПА 2 класу.